# سهيل شوقي
سهيل شوقي ملحن وموسيقي عراقي ولد في مدينة بغداد. درس في أكاديمية الفنون الجميلة (جامعة بغداد). ألف الموسيقى التصويرية للعديد من المسلسلات، منها مسلسل (مناوي باشا) ومسلسل (أبو جعفر المنصور) والمسلسل التعليمي (أشهى الموائد في مدينة القواعد).

## مشواره المهني
عَمَلَ مع العديد من المخرجين العراقيين ومنهم عمانوئيل رسام وفيصل الياسري وصلاح كرم وفاروق القيسي وكارلو هارتيون وحسن حسني وفارس طعمة التميمي، في تأليف الموسيقى التصويرية وألحان الاغاني وشارات البداية  لأعمال دراما تلفزيونية وإذاعية ووثائقية عديدة. لحن للمطرب الراحل رياض أحمد شارة البداية لمسلسل (قلبه في المدينة) ومسلسل (المساعيد) التي كانت من كلمات الشاعر كاظم السعدي، ولحن الأغاني للعديد من المطربين منهم، قاسم السلطان وفاروق الخطيب وهيثم يوسف ومظفر الأمير وعلي عدنان وغيرهم.

## أعماله
من أعمال الموسيقى التصويرية والألحان
- مسلسل مناوي باشا الجزء الثالث 2005
- مسلسل مناوي باشا الجزء الثاني 2002
- مسلسل مناوي باشا الجزء الأول 2001
- مسلسل القلم والمحنة 2000
- مسلسل أشهى الموائد في مدينة القواعد 1999
- مسلسل الطرائف الغريبة والنوادر العجيبة 1999
- مسلسل أبو جعفر المنصور 1998
- مسلسل حكايات قبل أن تنزل الآيات الجزء الثاني 1998
- المسلسل الإذاعي السياب 1998
- مسلسل حكايات قبل أن تنزل الآيات الجزء الأول 1997
- مسلسل قلبه في المدينة 1997
- مسلسل المساعيد 1997
- مسلسل خذ بيدي 1997
- مسلسل ورشة حارتنا 1997
- مسلسل عالمها 1997
- مسلسل لو كنت القاضي 1997
- مسلسل هستيريا 1996
- مسلسل صندوق الدنيا 1996
- مسلسل حروف المعرفة 1996
- مسلسل أوائل العرب 1996
- المسلسل التعليمي اللغة العربية[3] 1995
- مسلسل اللسان العربي 1995
- مسلسل مواسم الحب 1993

## معرض الصور

كواليس مسلسل مدينة القواعد، من اليمين سهيل شوقي، الاستاذ سامي قفطان 1998
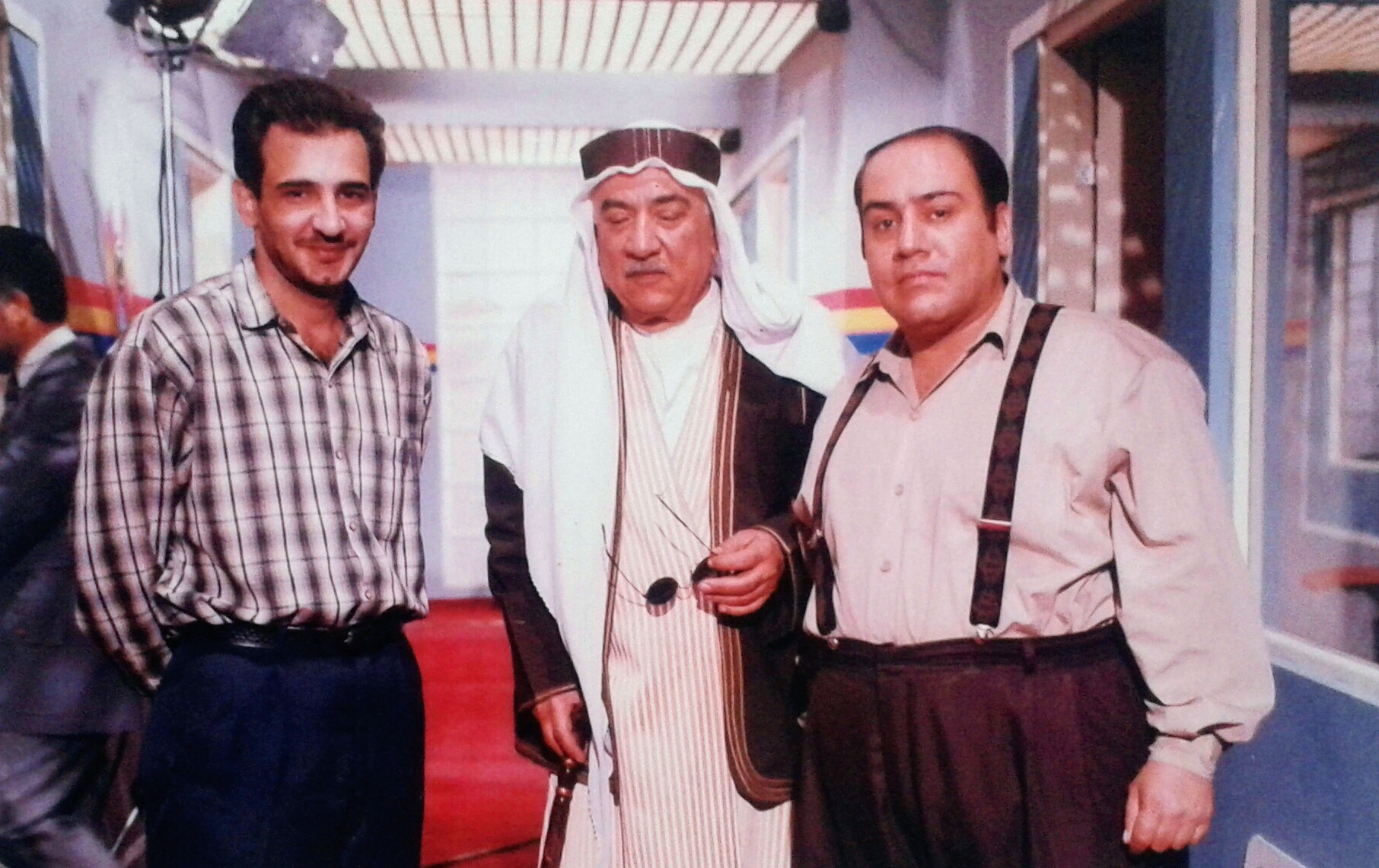
كواليس مسلسل مدينة القواعد: من اليمين طلال هادي، الفنان الكبير سامي عبد الحميد، سهيل شوقي 1998.
كواليس مسلسل الطرائف الغريبة: من اليمين تميم خليل، سوران علي، آلاء حسين، أسماء صفاء، سهيل شوقي، طلال هادي، لمياء بدن، أياد راضي والجالس حيدر منعثر 1998.
كواليس مسلسل مناوي باشا: من اليمين المخرج فارس طعمة التميمي، الفنانة فاطمة الربيعي، سهيل شوقي.1999.
كواليس مسلسل الطرائف الغريبة؛ من اليمين سهيل شوقي، أياد راضي، جاسم اللامي، والجالس حيدر منعثر 1998

## وصلات خارجية
سهيل شوقي على موقع IMDB
سهيل شوقي على موقع TMDB
سهيل شوقي على موقع Discogs